# Montenegrina laxa dedovi
Montenegrina laxa dedovi is een slakkenondersoort uit de familie van de Clausiliidae. De wetenschappelijke naam van de ondersoort werd voor het eerst geldig gepubliceerd in 2009 door H. Nordsieck.